# Hideo Kanaya

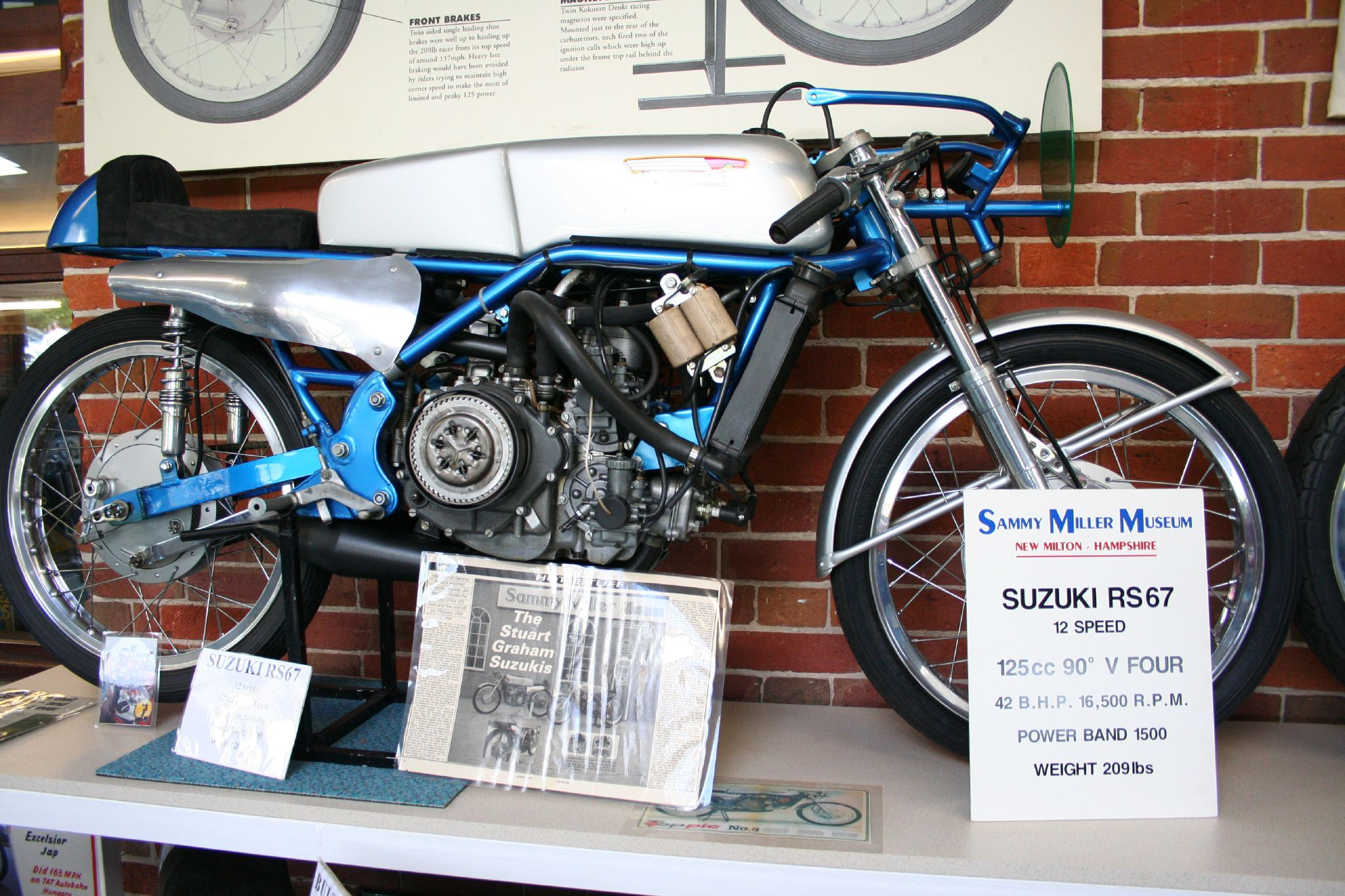
Suzuki RS 67

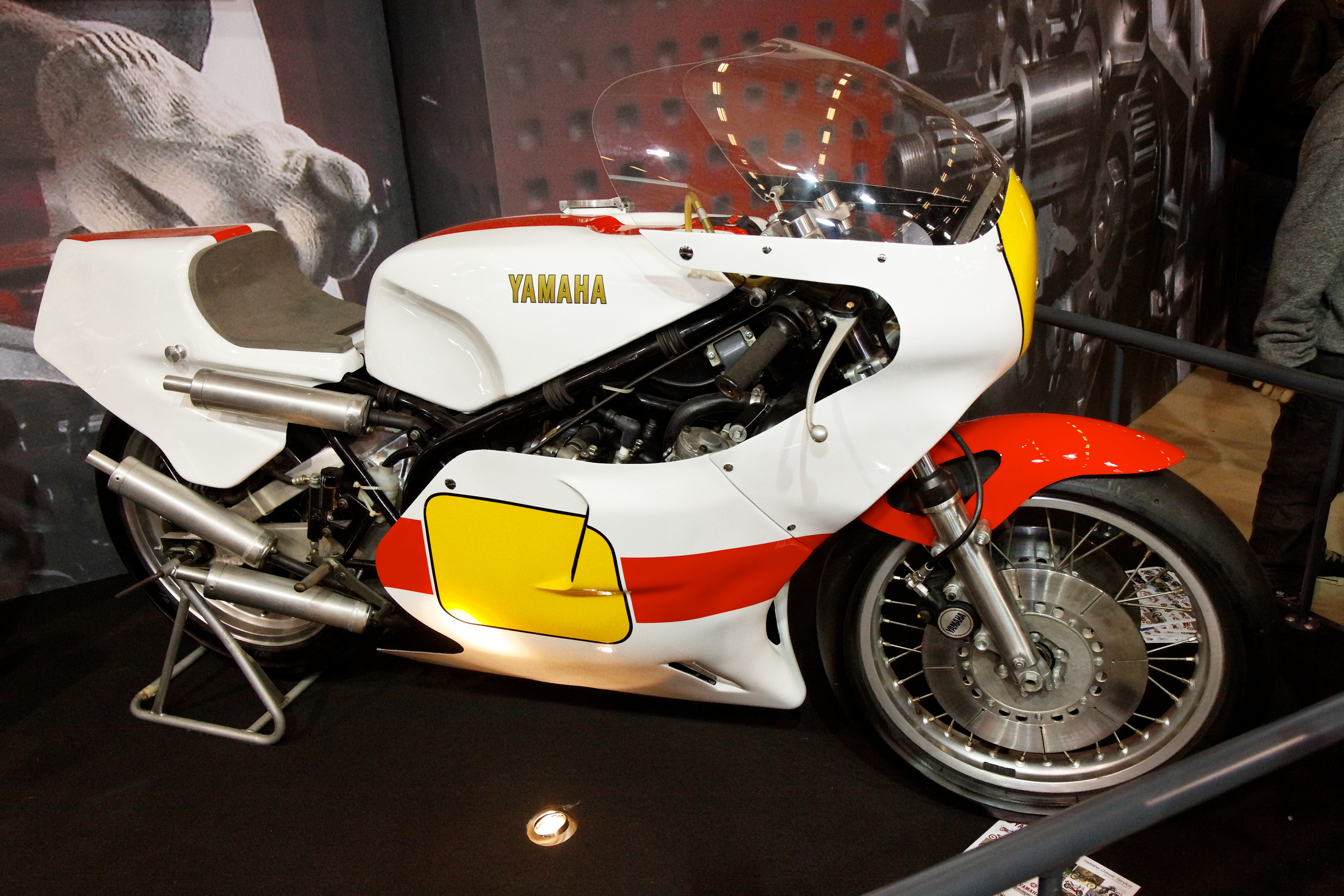
Yamaha TZ 500

Hideo Kanaya (Japans: 金谷秀夫, Kanaya Hideo) (Kobe, 3 februari 1945 – 19 december 2013) was een Japans motorcoureur.
Hideo Kanaya debuteerde in het wereldkampioenschap wegrace aan het einde van het seizoen 1967 tijdens de laatste race, de Grand Prix-wegrace van Japan. Hij werkte toen bij Suzuki en gebruikte waarschijnlijk het prototype Suzuki RS 67U, een 125 cc viercilinder tweetaktmotor, waarmee hij achter zijn teamgenoot Stuart Graham derde werd.
In 1969 werd hij met een Kawasaki Japans kampioen in de 250 cc klasse, in 1971 in de 90 cc en in de 250 cc klasse.
In het seizoen 1972 was hij fabrieksrijder voor Yamaha. Hij reed in de 250 cc klasse met de Yamaha TD 3 en in de 350 cc klasse met de Yamaha YZ 634. Hij won meteen de openingsrace op de Nordschleife van de Nürburgring in de 250 cc klasse. In de Grand Prix van Frankrijk werd hij derde. Met de watergekoelde YZ 634 (er waren nog maar twee watergekoelde exemplaren, voor Kanaya en voor Jarno Saarinen) werd hij derde op de Nürburgring en tweede in de Grand Prix van Oostenrijk. In de Grand Prix van België trad hij aan met de nieuwe 354 cc YZ 634 A. Hij werd er vierde mee en verliet daarna de Europese circuits om in de fabriek te gaan helpen met de verdere ontwikkeling van de TZ 500/YZR 500.
1973 Had het jaar van de YZR 500 (OW 20) moeten worden. Voor het eerst sinds jaren vormde men bij Yamaha een fabrieksteam, dat uit niet minder dan 32 man bestond. De kans op de wereldtitel in de 500 cc klasse leek groot: Saarinen won de eerste twee GP's en Kanaya werd een keer derde en een keer tweede. Bovendien bleek de MV Agusta 500 4C zo onbetrouwbaar dat Giacomo Agostini teruggreep op zijn oude MV Agusta 500 3C. Saarinen en Kanaya lieten de 350 cc klasse voor wat ze was om zich helemaal op de 250- en de 500 cc klassen te kunnen concentreren. In de 250 cc klasse was het succes nog groter: drie overwinningen voor Saarinen en drie tweede plaatsen voor Kanaya. Toen kwam de dramatische 250 cc-race in Monza, waarin Renzo Pasolini en Jarno Saarinen het leven verloren. Yamaha trok daarna het fabrieksteam terug en Hideo Kanaya keerde terug naar Japan.
In het seizoen 1974 verscheen Hideo Kanaya niet in het wereldkampioenschap. Hij lag een groot deel van het jaar in het ziekenhuis. Yamaha had intussen Giacomo Agostini ingelijfd en gaf ook - onofficieel - via de Finse importeur Arwidson steun aan Teuvo Länsivuori.
Het seizoen 1975 werd vervolgens het meest succesvolle voor Hideo Kanaya. Hoewel verwacht werd dat hij in dienst van Agostini zou rijden, moest Ago in de openingsrace in Frankrijk wel degelijk vechten voor de eerste plaats. Kanaya werd tweede met slechts een halve seconde achterstand. Kanaya won beide klassen van de Grand Prix van Oostenrijk toen Agostini uitviel. Hij was daardoor de eerste Japanner die een 500 cc WK-race won. In de tweede seizoenshelft verdween Kanaya weer van de circuits. In het najaar van 1975 won hij de 500 cc Grand Prix van Macau, die niet meetelde voor het wereldkampioenschap. In dat wereldkampioenschap werd hij derde. .
Daarna trok Hideo Kanaya zich uit het wereldkampioenschap terug en hij reed niet veel races meer. Tot 1982 werkte hij als testrijder aan de ontwikkeling van de Yamaha-racemotoren. Hij overleed onverwacht op 68-jarige leeftijd op 19 december 2013.

## Wereldkampioenschap wegrace resultaten
(Races in vet zijn pole-positions; races in cursief geven de snelste ronde aan)
| Jaar | Klasse | Team   | Motorfiets | 1       | 2       | 3     | 4           | 5       | 6     | 7      | 8     | 9     | 10    | 11    | 12    | 13    | Punten | Plaats | Overwinningen |
| ---- | ------ | ------ | ---------- | ------- | ------- | ----- | ----------- | ------- | ----- | ------ | ----- | ----- | ----- | ----- | ----- | ----- | ------ | ------ | ------------- |
| 1967 | 125 cc | Suzuki | RT 67      | SPA -   | DUI -   | FRA - | IOM -       | NED -   |       | DDR -  | TSJ - | FIN - | ULS - | NAT - | CAN - | JAP 3 | 4      | 12e    | 0             |
| 1972 | 250 cc | Yamaha | TD 3       | DUI 1   | FRA 3   | OOS - | NAT -       | IOM -   | JOE - | NED 10 | BEL - | DDR - | TSJ - | ZWE - | FIN - | SPA - | 26     | 11e    | 1             |
| 1972 | 350 cc | Yamaha | YZ 634     | DUI 3   | FRA DNF | OOS 2 | NAT 5       | IOM -   | JOE 4 | NED 6  |       | DDR - | TSJ - | ZWE - | FIN - | SPA - | 41     | 8e     | 0             |
| 1972 | 500 cc | Yamaha | YZ 634 A   | DUI -   | FRA -   | OOS - | NAT -       | IOM -   | JOE - | NED -  | BEL 4 | DDR - | TSJ - | ZWE - | FIN - | SPA - | 8      | 22e    | 0             |
| 1973 | 250 cc | Yamaha | OW 17      | FRA 2   | OOS 2   | DUI 2 | NAT afgebr. | IOM -   | JOE - | NED -  | BEL - | TSJ - | ZWE - | FIN - | SPA - |       | 36     | 7e     | 0             |
| 1973 | 500 cc | Yamaha | OW 20      | FRA 3   | OOS 2   | DUI - | NAT afgel.  | IOM -   | JOE - | NED -  | BEL - | TSJ - | ZWE - | FIN - | SPA - |       | 22     | 8e     | 0             |
| 1975 | 350 cc | Yamaha | OW 16      | FRA DNF | SPA 3   | OOS 1 | DUI DNF     | NAT DNF | IOM - | NED -  |       |       | FIN - | TSJ - | JOE - |       | 25     | 10e    | 0             |
| 1975 | 500 cc | Yamaha | OW 23      | FRA 2   |         | OOS 1 | DUI 4       | NAT 3   | IOM - | NED -  | BEL - | ZWE - | FIN - | TSJ - |       |       | 45     | 3e     | 1             |